# Wolbodo de Lieja
Wolbodo de Lieja (condado de Flandes, 950-Lieja, 1021) fue preboste del capítulo de la catedral de Martín de Tours de Utrecht, capellán del emperador Enrique II y príncipe-obispo del principado de Lieja de 1018 hasta su muerte, en 1021. Es venerado como santo por la Iglesia católica.

## Biografía

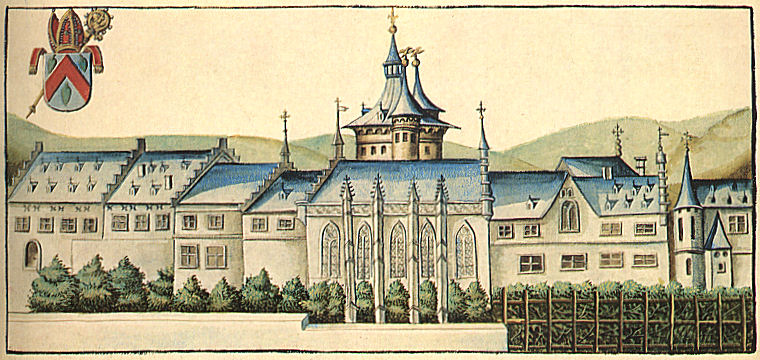
Abadía de san Lorenzo, en Lieja. Dibujo del.

Nació en una familia noble del condado de Flandes, pero es dudoso que fuera pariente de los condes de Flandes, y seguramente esta afirmación es una leyenda hagiográfica. Enrique II del Sacro Imperio Romano Germánico le propuso para suceder a Baldrick II en el obispado de Lieja, y el arzobispo de Colonia lo ordenó en noviembre de 1018. Este hecho muestra las relaciones estrechas entre los obispados de Utrecht y de Lieja. A pesar de estar muy ligado al emperador, tuvieron desacuerdos, sobre todo a raíz de la relación entre la Iglesia católica y el poder estatal, una señal precursora de lo que aconteció a finales del siglo XI con la querella de las Investiduras.
Fue un príncipe-obispo menos político que pastoral y más interesado en el bienestar de los pobres, la liturgia, la devoción a los santos y la reforma de los monasterios. Fundó y favoreció la abadía de san Lorenzo, en contra, junto con su colega del obispado de Cambrai, de la abadía de Lobbes que consideraban demasiado mundana.
Murió el 21 de abril de 1021. Fue sepultado en la cripta de la abadía de san Lorenzo, la única parte ya acabada del monasterio todavía en obras.

## Veneración
Pronto fue considerado dentro de la Iglesia católica como santo, y tuvo una devoción popular desde su muerte. El 26 de octubre de 1656 su sepultura fue abierta, y el nuncio apostólico declaró que los huesos encontrados eran auténticos. Un santoral y una lista de los santos de la diócesis de Utrecht, y manuscritos de Wolbodo que se conservan en la Biblioteca Real de Bélgica en Bruselas.

### Citas
1. 1 2 3 4 5 6  «L'église impériale : de Baldéric II à Otbert» (en francés). Consultado el 9 de marzo de 2014.
2. ↑  Bauer, Thomas (1998). Wolbodo, in: Biographisch-Bibliographisches Kirchenlexikon, tom 13. Nordhausen: Verlag Traugott Bautz. pp. columnas 1492-1495. ISBN 3-88309-044-1.
3. ↑  Bauer, Thomas (11 de marzo de 2020). ibidem.